# Edifici de la Companyia Transmediterrània
L'Edifici de la Companyia Transmediterrània, situat a la Via Laietana i els carrers del Consolat de Mar i dels Agullers de Barcelona, està catalogat com a bé cultural d'interès local.

## Història
Fou bastit entre els anys 1917 i 1921 segons el projecte de l'arquitecte Juli Maria Fossas i Martínez, per encàrrec de la Companyia Transmediterrània, una empresa naval fundada el mateix any 1917 per Joan Josep Dómine, Vicenç Ferrer, Joaquim Tintoré i Enric Garcia.
La companyia ocupà aquest edifici fins a la inauguració el 1997 de la nova estació marítima al Moll de Sant Bertran del port de Barcelona. En l'actualitat, acull les oficines de l'Institut Nacional d'Estadística i fins a l'any 2008 les dependències de parts dels Jutjats de Primera Instància de Barcelona.

## Descripció
És un edifici a tres vents, de planta baixa, entresòl, principal, tres pisos, àtic en forma de mansarda i terrat transitable. El coronament és sobremuntat en els angles per tres torres de diferents dimensions.
La composició de les façanes és amb eixos verticals i horitzontals de ritme regular, i presenten un acabat homogeni consistent en un basament de pedra que abraça la planta baixa i l'entresòl i un acabat revestit en la resta de plantes. Els dos primers nivells es presenten com una doble galeria de pilastres de pedra que contenen grans finestres allindanades protegides amb barrots de fosa. En el xamfrà rom orientat a la plaça d'Idrissa Diallo (abans d'Antoni López), aquests pilars són substituïts per columnes d'inspiració jònica en l'entaulament del qual s'hi esculpí una cartela a base de volutes i garlandes florals.
La porta principal, centrada en la façana afrontada a la Via Laietana, consisteix en un arc de mig punt ornat de garlandes vegetals i flanquejada per dos robusts pilars. Aquests pilars sostenen dues parelles de columnes d'inspiració coríntia que flanquegen, al seu temps, un finestral adovellat rebaixat. L'ampit de dit finestral conté relleus esculpits reproduint la forma d'una proa de nau coberta de fulles d'acant. Aquesta porta principal, com la porta del carrer del Consolat de Mar, presenta uns interessants tancaments a base de ferro fos profusament ornamentat i conjuntat amb els fanals en forma de drac que la flanquegen. El basament petri serveix de sosteniment visual del gran balcó corregut que embolcall totalment el pis principal de l'edifici, amb llosanes bolades i barana balustrada d'obra amb els extrems ornats per grans cràteres. Els quatre pisos que es troben sobre el basament de l'edifici presenten llurs finestres dins d'emmarcaments verticals de secció corba. El desenvolupament d'aquests murs varia en els cossos d'angle i en el cos central sobre la porta principal. Efectivament, aquests cossos es desenvolupen com torres verticals amb balcons de fosa flanquejats per grans pilastres d'ordre jònic que sostenen un coronament en forma de cuculla mansardada de pissarra. La part superior d'aquestes torres acullen una profusa decoració a base d'estucs policroms en forma de fullatge i, en el cos central, en forma d'àncora. Tot l'edifici és rematat per l'àtic, un pis que es manifesta en façana com una falsa mansarda de pissarra amb llucanes semicirculars.
Tanmateix, l'element més significatiu de l'edifici és la torre que corona el xamfrà rom afrontat a la plaça d'Antoni López. Aquesta torre de planta circular reposa sobre la gran tribuna corba del principal, coberta a base d'una galeria allindanada de columnes jòniques. La torre es desenvolupa al llarg dels diversos nivells amb diferents tipologies de balcó semicircular corregut amb baranes de fosa. El coronament d'aquesta torre, consistent en una gran cuculla de pissarra i de planta vuitavada amb un mirador superior, sembla inspirar-se de l'arquitectura dels fars. La presència d'aquesta torre, junt amb la torre de la veïna Casa de Correus i Telègrafs, ofereix una desembocadura monumental de la Via Laietana vers el port.
La porta principal de la Via Laietana dona pas a un petit vestíbul revestit de fustes nobles que és l'accés al gran saló central. Aquest saló ocupa els dos primers pisos de l'edifici, que s'obren a ell per mitjà de balustrades de fusta. L'estructura metàl·lica de l'edifici queda amagada rere un revestiment continu a base de motllures i florons de guix. Una gran escala de tipus imperial, revestida amb graons de marbre i balustres de fusta recorre els dos primers pisos fins a arribar al tercer, on hi ha un gran vestíbul cobert per una claraboia ovalada.